# Fahnenflucht (Band)
Fahnenflucht ist eine deutsche Punkrockband. Das aktuelle und historische Zeitgeschehen bildet das inhaltliche Gerüst der deutschsprachigen Songtexte.

## Geschichte
Fahnenflucht wurde 1995 zunächst unter dem Namen „Keine Ahnung“ gegründet. 1998 war die Band mit den Liedern Ohne Ausweg und Demokratie auf dem Sampler Schlachtrufe BRD V von AM Music vertreten. Im Jahre 2000 wurde mit der Band Zaunpfahl das Album Terroristensplit in einer Auflage von 1000 Stück veröffentlicht. Ihr Debütalbum Beissreflex erschienen im Sommer 2000 bei Suppenkazpers Noize Imperium, nachdem sie auf lokaler Ebene lediglich ein Promotape produziert hatten. Es folgten diverse Konzerte mit Zaunpfahl, Morgentot, Betontod, Allgemeines Chaos Kommando und Terrorgruppe. Außerdem wurde das Stück Minderheit auf dem Partisanen Sampler Nr. 5 veröffentlicht.
2000 wurde Willkommen in Deutschland auf dem Sampler Schlachtrufe BRD VI veröffentlicht. Im Herbst 2002 spielte die Band auf der Schlachtrufe-Tour 2002 unter anderem in Berlin, Hamburg und Wiesbaden. Zwei Jahre später erschien das Album K.O. System. Es folgten Konzerte mit ddp, Betontod, Rasta Knast, ACK und No Respect. Im Dezember 2003 verließ Bassist Nils die Band. Dieser wurde durch Marc von den Vageenas ersetzt. 2006 erschien das Album Wer Wind sät… und die Band tourte durch Deutschland und die Schweiz.
Im Sommer 2009 folgten einige Umbesetzungen. Mit Jan wurde ein Ersatz am Schlagzeug gefunden. An der Gitarre kam Mole mit dazu. Das Lied An Tagen wie diesen von Fettes Brot wurde gecovert und das Stück erschien auf dem Punk-Chartbusters-Sampler Vol. 6. Weiterhin wechselte Fahnenflucht das Label. Das neue Label Aggressive Punk Produktionen veröffentlichte im März 2011 das Studioalbum Schwarzmaler. Seit 2010 touren Fahnenflucht durch Deutschland, Österreich, Schweiz und Italien und spielen in verschiedenen Clubs, sowie auf Festivals.
2015 verließ Bassist Marc die Band, neu dazu kam Dennis. Die Vorproduktion zum Album Angst und Empathie begann und wurde, wie bereits der Vorgänger, Ende des Jahres im DocMaKlang Tonstudio Osnabrück aufgenommen und produziert von Matthias Lohmöller. Das Album erschien schließlich am 13. Mai 2016 wieder über Aggressive Punk Produktionen Ende 2016 gab Mole bekannt, die Band zu verlassen. Für ihn stieß Kai, der die Band bereits mehrmals begleitete und auch an der Gitarre öfters aushalf, dazu. Anfang 2017 wurde er offiziell als neuer Gitarrist präsentiert.
2019 verließ das letzte Gründungsmitglied Reiner die Band. Mole kam zurück und übernahm erneut die Rolle an der Gitarre. Seit 2020 zeigt sich die Band in der Besetzung Thomas (Gesang), Kai (Gitarre, Gesang), Mole (Gitarre), Dennis (Bass, Gesang) und Jan (Schlagzeug).
2021 präsentierte die Band ihr neues Studioalbum Weiter weiter, welches im DocMaKlang Studio von Matthias Lohmöller aufgenommen und produziert wurde.

## Stil
Fahnenflucht spielen deutschsprachigen Punkrock mit leichten Einflüssen aus dem Hardcore Punk. Die Texte der Gruppe behandeln meist politische Themen und sind strikt antifaschistisch orientiert. Neuere Alben beschäftigen sich mit dem Terrorismus, den damit eingeführten Überwachungsmaßnahmen und der Flüchtlingskrise. Beim neuen Album „Weiter Weiter“ wurden auch Themen wie das Patriarchat und auch persönliche Themen behandelt.

## Diskografie

### Alben
- 1998: Terroristensplit (Split-EP mit Zaunpfahl, Bone Crusher)
- 2000: Beissreflex (Suppenkazpers Noize Imperium)
- 2003: K.O. System (Suppenkazpers Noize Imperium)
- 2006: Wer Wind sät… (Suppenkazpers Noize Imperium)
- 2011: Schwarzmaler (Aggressive Punk Produktionen)
- 2016: Angst und Empathie (Aggressive Punk Produktionen)
- 2021: Weiter weiter (Aggressive Punk Produktionen)
- 2024: Molotov Zitrone (Aggressive Punk Produktionen)

### Kompilationsbeiträge
- 1997: Schlachtrufe BRD V (Ohne Ausweg; Demokratie)
- 2004: Die deutsche Punkinvasion IV (Hausbesetzer Lied)
- 2004: Schlachtrufe BRD VII (K.O. System)
- 2006: Schlachtrufe BRD VIII (Eine ganz normale Story)
- 2007: Force Attack 2007 (DVD, Gesocks)